# りぼん連載作品の一覧
りぼん連載作品の一覧（りぼんれんさいさくひんのいちらん）では、集英社の少女漫画雑誌『りぼん』に連載された漫画作品を一覧としてまとめる。
- 本誌連載作品のみに限り、増刊連載作品は含まない。
- 掲載順は連載開始順とし、連載開始時期が不明のものについては末尾にまとめている。
- 「←」は移籍元の雑誌を示す。
- 2025年9月号現在連載中の作品については太字で表記している。

## 1950年代開始
- ルミちゃん教室（つのだじろう）：1958年
- もも子探偵長（鈴木光明）：1958年1月号 - 1959年12月号
- おてんば天使（横山光輝）：1959年1月号 - 1962年3月号
- まりっぺ先生（赤塚不二夫）：1959年4月号 - 1959年11月号
- やりくりアパート（作：花登筺・画：藤木輝美）：1959年 - 1959年8月号

## 1960年代開始
- マキの口笛（牧美也子）：1960年9月号 - 1963年4月号
- いやんポコ（石森章太郎）：1960年 - 1961年8月号
- あんずちゃんだもん（水谷武子）： - 1961年12月号
- ひみつのアッコちゃん（赤塚不二夫）：1962年6月号 - 1965年9月号、1968年11月号 - 1969年12月号
- ペペも悲しいか（山田えいじ）：1962年 - 1963年
- 青空きょうだい（くぼたまさみ）：1962年
- ひとりぼっちのすずらん（野呂新平）：1962年
- チューリップくん（上田としこ）：1962年 - 1963年9月号
- ノンちゃん劇団（藤木輝美）：1962年 - 1962年10月号
- レストラン110番（藤木輝美）：1962年11月号 - 1963年12月号
- カメリア館（わたなべまさこ）：1963年1月号 - 1963年10月号
- 金色のキューピッド（横山光輝）：1963年 - 1963年9月号
- さゆりちゃん（野呂新平）：1963年 - 1963年12月号
- りぼんのワルツ（牧美也子）：1963年5月号 - 1964年12月号
- チャコちゃんの日記（今村洋子）：1963年 - 1966年3月号[注釈 1]
- ペコ先生（上田としこ）：1963年10月号 - 1964年12月号
- ちびっこ天使（横山光輝）：1963年10月号 - 1964年
- 王女ミナ子（わたなべまさこ）：1963年12月号 - 1965年3月号
- てなもんや三度笠（藤木輝美）：1964年1月号 - 1964年4月号
- おかあさん（藤木輝美）：1964年6月号 - 1964年12月号
- ユリは山の子（関谷ひさし）：1965年1月号 - 1965年6月号
- 雪ちゃん（竹本みつる）：1965年1月号 - 1965年3月号
- 母はただひとり（田中美智子）：1965年1月号 - 1965年8月号
- 四人姉妹（上田としこ）：1965年1月号 - 1966年12月号
- 虹にねがいを（牧美也子）：1965年2月号 - 1966年11月号
- 5年ひばり組（巴里夫）：1965年7月号 - 1969年10月号
- 花の館（わたなべまさこ）：1965年7月号 - 1966年7月号
- 美知子（田中美智子）：1965年9月号 - 1965年12月号
- キビママちゃん（赤塚不二夫）：1965年10月号 - 1966年8月号
- エスの太陽（松本零士）：1965年10月号 - 1966年2月号
- 末っ子物語（竹本みつる）：1965年11月号 - 1966年1月号
- 天使のひとみ（田中美智子）：1966年1月号 - 1966年4月号
- ゆうやけの誓い（北島洋子）：1966年3月号 - 1966年5月号
- 魔法使いサリー（横山光輝）：1966年7月号 - 1967年10月号
- ハニーハニーのすてきな冒険（水野英子）：1966年9月号 - 1967年8月号
- ねむの木の子守歌（わたなべまさこ）：1966年11月号 - 1967年8月号
- 道ふたつ（牧美也子）：1967年1月号 - 1968年2月号
- ドレミファ家族（水沢まり子）：1967年1月号 - 1967年6月号
- その名はテス（松本零士）：1967年1月号 - 1967年9月号
- ミータンとおはよう（赤塚不二夫）：1967年1月号 - 1967年7月号
- およびよ!トコちゃん（上田としこ）：1967年1月号 - 1967年3月号
- あした輝く星（樹村みのり）：1967年4月号 - 1967年6月号
- ハートにくるあいつ（水沢まり子）：1967年7月号 - 1967年12月号
- 白い花のように（竹本みつる）：1967年8月号 - 1968年
- スィートラーラ（北島洋子）：1967年9月号 - 1969年7月号
- へんな子ちゃん（赤塚不二夫）：1967年9月号 - 1969年8月号
- ゆかいなキャロル（鈴原研一郎）：1967年10月号 - 1967年12月号
- ドンキッコ（石森章太郎）：1967年10月号 - 1968年2月号
- わすれな草（わたなべまさこ）：1968年1月号 - 1968年
- ミッチとマー坊（水沢まり子）：1968年1月号 - 1968年
- 5年ひばり組（巴里夫）：1968年1月号 - 1969年10月号
- 銀のかげろう（牧美也子）：1968年4月号 - 1968年12月号
- ビバ!バレーボール（井出ちかえ）：1968年9月号 - 1971年3月号
- パパは恋人（わたなべまさこ）：1969年4月号 - 1969年8月号
- 誰もわかってくれない（武田京子）：1969年4月号 - 1969年9月号
- オー!バーブラ（北島洋子）：1969年9月号 - 1970年3月号
- すごくツイてるみたい（もりたじゅん）：1969年10月号 - 1969年12月号
- モーレツデカ子ちゃん（末永あや子）：1969年11月号 - 1970年10月号
- 若あゆのうた（横山まさみち）：1969年8月号 - 1970年3月号

## 1970年代開始
- 恋はお手やわらかに（一条ゆかり）：1970年1月号 - 1970年6月号
- にくいあんちきしょう（弓月光）：1970年1月号 - 1970年9月号
- ねえねえちゃん（巴里夫）：1970年1月号 - 1970年11月号
- 初恋物語シリーズ（北島洋子）：1970年4月号 - 1970年8月号
- 炎のサーブ（吉森みきを）：1970年4月号 - 1970年6月号
- ミミちゃんにチュッ!（土田よしこ）：1970年4月号 - 1970年8月号
- キャー!先生（もりたじゅん）：1970年4月号 - 1971年1月号
- 風の中のクレオ（一条ゆかり）：1970年8月号 - 1971年2月号
- 泳げ!青春（三山節子）：1970年8月号 - 1970年10月号
- ゆがんだ太陽（南部ひろみ）：1970年9月号 - 1970年11月号
- ザ・ブー（土田よしこ）：1970年9月号 - 1970年12月号
- これでも奥様（弓月光）：1970年10月号 - 1971年2月号
- いま何時？（巴里夫）：1971年1月号 - 1971年6月号
- あい・ラブユー（しらいしあい）：1971年1月号 - 1971年3月号
- GO!ゼッケン25（三山節子）：1971年1月号 - 1971年3月号
- ごくろうさん（もりたじゅん）：1971年3月号 - 1971年5月号
- ハロー!エブリボディ（山岸凉子）：1971年4月号 - 1971年6月号
- ねことお姫さまシリーズ（赤座ひではる）：1971年4月号 - 1971年6月号
- 美しき狩人（井出ちかえ）：1971年5月号 - 1971年7月号
- ラブリー・ユーちゃん（サドハラユッコ）：1971年5月号 - 1979年12月号
- 燃えろ!ジュン（風間宏子）：1971年7月号 - 1971年9月号
- 帰ってきたアイツ（弓月光）：1971年7月号 - 1971年10月号
- きみどりみどろあおみどろ（土田よしこ）：1971年8月号 - 1972年12月号
- 最後のストライク（井出ちかえ）：1971年 - 1971年11月号
- ナイルの鷹（のがみけい）：1971年9月号 - 1971年12月号
- アラベスク（山岸凉子）：1971年10月号 - 1973年4月号
- チャオ!ミニミニ団（巴里夫）：1971年11月号 - 1972年5月号
- アッコとガラクタ一家（井出ちかえ）：1972年1月号 - 1972年4月号
- あのリンクに光れ（三山節子）：1972年1月号 - 1972年3月号
- だめだめ衛門くん（赤座ひではる）：1972年1月号 - 1972年6月号[注釈 2]
- イヨ!まってました（もりたじゅん）：1972年2月号 - 1972年6月号
- おでんグツグツ（弓月光）：1972年4月号 - 1972年8月号
- 魔女っ子ルルク（赤座ひではる）：1972年7月号 - 1972年11月号
- わらってラッキー（みを・まこと）：1972年7月号 - 1972年11月号
- 彼は風（のがみけい）：1972年8月号 - 1972年12月号
- 新婚は甘くない（弓月光）：1972年9月号 - 1972年12月号
- 6年○組○○番（巴里夫）：1972年11月号 - 1973年5月号
- キノコ♥キノコ（みを・まこと）：1972年12月号 - 1981年3月号
- あの娘はダイナマイト（山本優子）：1973年1月号 - 1973年4月号
- わたしはしじみ!（土田よしこ）：1973年2月号 - 1975年12月号
- 進め!ゴボゴボ（赤座ひではる）：1973年2月号 - 1973年8月号
- わらってクイーンベル（一条ゆかり）：1973年4月号 - 1973年9月号
- 風よ雲（のがみけい）：1973年6月号 – 1974年2月号
- ジョアンナ（南部ひろみ）：1973年7月号 - 1973年9月号
- 美季とアップルパイ（山本優子）：1973年9月号 - 1974年6月号、1974年9月号 - 1976年3月号[注釈 3]
- こんにちはさようなら（もりたじゅん）：1973年9月号 - 1973年12月号
- マカふしぎちゃん（赤座ひではる）：1973年11月号 - 1974年5月号
- こいきな奴ら（一条ゆかり）：1974年1月号 - 1977年3月号（不定期掲載[注釈 4]）
- 出発シンコー!（弓月光）：1974年1月号 - 1974年3月号
- デザイナー（一条ゆかり）：1974年2月号 - 1974年12月号
- おじゃまさんリュリュ（大矢ちき）：1974年4月号 - 1974年8月号
- パフ童話館シリーズ（赤座ひではる）：1974年6月号 - 1974年12月号
- ナオミあ・ら・か・る・と（弓月光）：1974年7月号 - 1974年12月号
- 大助と40ぴき（汐見朝子）：1974年10月号 - 1974年12月号
- 不作法な関係（弓月光）：1975年2月号 - 1975年5月号
- 発明狂たかもりくん（赤座ひではる）：1975年2月号 - 1975年6月号
- 回転木馬（大矢ちき）：1975年4月号 - 1975年7月号
- 5（ファイブ）愛のルール（一条ゆかり）：1975年5月号 - 1975年12月号
- マホーランドのマジョリカ（みよし・らら）：1975年5月号 - 1979年3月号
- なきむしメルヘン（赤座ひではる）：1975年8月号 - 1980年10月号
- うるわしき野郎ども（のがみけい）：1975年9月号 - 1975年12月号
- なっちゃんの初恋（太刀掛秀子）：1976年1月号 - 1976年4月号
- かがやけ!うめ星ながれ星（土田よしこ）：1976年2月号 - 1976年6月号
- 乙女はつらいの!（坂東江利子）：1976年3月号 - 1976年5月号
- ティー・タイム（一条ゆかり）：1976年5月号 - 1976年11月号
- フランス窓便り（田渕由美子）：1976年6月号 - 1976年8月号
- ミルキーウェイ（太刀掛秀子）：1976年9月号 - 1976年12月号
- ラミと気まぐれ学園（坂東江利子）：1976年9月号 - 1977年3月号
- よしこのオリバー劇場（土田よしこ）：1976年9月号 - 1976年12月号
- ケンよ私の心に（久木田律子）：1976年11月号 - 1977年2月号
- ねばねばネバ子（土田よしこ）：1977年1月号 - 1977年9月号
- ちょいまちミータン（坂東江利子）：1977年5月号 - 1978年1月号
- 雨の降る日はそばにいて（太刀掛秀子）：1977年6月号 - 1977年10月号
- 砂の城 第1部（一条ゆかり）：1977年7月号 - 1979年7月号
- 林檎ものがたり（田渕由美子）：1977年10月号 - 1977年12月号
- ぼんぼりボンボン（土田よしこ）：1978年1月号 - 1978年12月号
- もーお がんばらなくちゃ（久木田律子）：1978年2月号 - 1978年5月号
- 特ダネいかが!?（坂東江利子）：1978年3月号 - 1978年8月号
- 花ぶらんこゆれて…（太刀掛秀子）：1978年6月号 – 1980年2月号
- オッス!Gパン先生（金子節子）：1978年9月号 - 1979年4月号
- ハロー!マリアン（佐伯かよの）：1978年10月号 - 1979年6月号
- ようこそ!うららか高原（みよし・らら）：1979年4月号 - 1979年12月号
- 弱虫ぼくと弱虫あいつ（坂東江利子）：1979年6月号 - 1979年9月号
- 歌い忘れた1小節（陸奥A子）：1979年9月号 - 1979年11月号
- オッス!美里ちゃん（金子節子）：1979年10月号 - 1981年3月号
- よしこのスーパージョーク（土田よしこ）：1979年10月号 - 1980年3月号
- ときめきのシルバー・スター（一条ゆかり）：1979年11月号 - 1980年8月号
- あおぞら散歩道（佐藤真樹）：1979年12月号 - 1980年5月号

## 1980年代開始
- いじけ村のムースくん（沢田とろ）：1980年1月号 - 1987年3月号
- 空くんの手紙（小田空）：1980年1月号 - 1984年4月号
- それからのパスカル（高橋由佳利）：1980年1月号 - 1980年3月号
- Mickey（小椋冬美）：1980年2月号 - 1980年4月号、1980年6月号 - 1980年10月号（第2部）
- きのうみた夢（陸奥A子）：1980年3月号 - 1980年6月号
- まりのきみの声が（太刀掛秀子）：1980年4月号 - 1980年12月号
- ほほえんで散歩道（佐藤真樹）：1980年9月号 - 1981年10月号
- 砂の城 第2部（一条ゆかり）：1980年11月号 - 1981年12月号
- 舞ちゃんノン・ストップ（池野恋）：1981年1月号 - 1981年3月号
- アウトとセーフ（赤座ひではる）：1981年1月号 - 1981年5月号
- こんぺい荘のフランソワ（陸奥A子）：1981年3月号 - 1981年6月号
- 勝手にセレモニー（高橋由佳利）：1981年4月号 - 1981年8月号
- るんるんこりす姫（みよしらら）：1981年4月号 - 1983年3月号
- リップスティック・グラフティ（小椋冬美）：1981年6月号 - 1982年3月号
- どろんこアドバンテージ（金子節子）：1981年8月号 - 1982年8月号
- めちゃんこ教室（池野恋）：1981年9月号 - 1982年1月号
- 小麦畑の三等星（萩岩睦美）：1981年10月号 - 1982年10月号
- 風がはこぶだろう（太刀掛秀子）：1981年12月号 - 1982年3月号
- 有閑倶楽部（一条ゆかり）：1982年2月号 - ※不定期掲載
- 天使も夢みるローソク夜（陸奥A子）：1982年2月号 - 1982年5月号
- プラスティック・ドール（高橋由佳利）：1982年4月号 - 1983年5月号
- ブギウギようち園（赤座ひではる）：1982年4月号 - 1987年3月号
- すくらんぶる・えっぐ（一条ゆかり）：1982年5月号 - 1982年8月号
- ときめきトゥナイト（池野恋）：1982年7月号 - 1987年5月号（第1部）、1988年2月号 - 1990年6月号[1]（第2部）[注釈 5]1991年7月号[2] - 1994年10月号（第3部）[注釈 6]
- さよならなんていえない（小椋冬美）：1982年9月号 - 1983年10月号
- かん忍!!茜（樹原ちさと）：1982年11月号 - 1983年1月号、1983年4月号 - 1984年4月号（第2部）
- 銀曜日のおとぎばなし（萩岩睦美）：1983年1月号 - 1983年10月号、1983年12月号 - 1984年6月号（第2部）、1984年8月号 - 1984年12月号（第3部）
- 月の夜 星の朝（本田恵子）：1983年2月号 - 1985年11月号
- 愛してナイト りぼん編（多田かおる）：1983年4月号 - 1984年3月号
- お父さんは心配症（岡田あーみん）：1983年5月号 - 1988年11月号[注釈 7]
- ポポ先生がんばる!!（太刀掛秀子）：1983年6月号 - 1983年11月号
- 赤い風の伝説（浦川まさる）：1983年11月号 - 1984年1月号
- 過激なレディ（高橋由佳利）：1984年1月号 - 1984年6月号
- ごめんねダーリン（小椋冬美）：1984年2月号 - 1984年7月号
- いるかちゃんヨロシク（浦川まさる）：1984年4月号 - 1985年8月号、1986年1月号 - 1986年9月号[注釈 8]
- エース!（佐々木潤子）：1984年5月号 - 1986年5月号
- おたすけ天使（樹原ちさと）：1984年7月号 - 1984年11月号
- 秋への小径（太刀掛秀子）：1984年9月号 - 1984年12月号
- 夢で逢えたら（小椋冬美）：1984年12月号 - 1985年5月号
- なみだの陸上部（高橋由佳利）：1985年1月号 - 1985年10月号
- 桃色ミステリー（樹原ちさと）：1985年4月号 - 1986年1月号、1986年4月号 - 1986年12月号（第2部）
- マジック・エンジェル（高田エミ）：1985年4月号 - 1985年7月号
- ペタンコぶぶたん（ところはつえ）：1985年4月号 - 1986年7月号
- パールガーデン（萩岩睦美）：1985年5月号 - 1985年12月号
- ポニーテール白書（水沢めぐみ）：1985年8月号 - 1987年4月号
- パーティーがはじまる（小椋冬美）：1985年11月号 - 1986年4月号
- 星の瞳のシルエット（柊あおい）：1985年12月号 - 1989年5月号
- 夢だらけのエンゼル（本田恵子）：1986年2月号 - 1986年10月号
- わたしはサボテン（高橋由佳利）：1986年3月号 - 1986年11月号
- ねこ・ねこ・幻想曲（高田エミ）：1986年6月号 - 1986年8月号、1986年11月号 - 1992年5月号、1994年3月号 - 1994年8月号[注釈 9]
- ちびまる子ちゃん（さくらももこ）：1986年8月号 - 1996年6月号、2002年1月号 - 2016年1月号[注釈 10][3]、2019年11月号[4] - 不定期連載中[4][注釈 11]
- うさぎ月夜に星のふね（萩岩睦美）：1986年9月号 - 1987年8月号
- 今夜も眠れない（きたうら克巳）：1986年10月号 - 1987年2月号
- ダンシング（佐々木潤子）：1986年11月号 - 1987年10月号
- ラブレター（矢沢あい）：1986年12月号 - 1987年2月号
- ミルキーショック!!（浦川まさる）：1987年2月号 - 1987年7月号
- おきゃんでゴメン（本田恵子）：1987年3月号 - 1987年12月号
- 眠りの森の少女（倉森明子）：1987年4月号 - 1987年6月号
- 夢のあとさき（一条ゆかり）：1987年5月号 - 1987年7月号
- てこてこはこべ（沢田とろ）：1987年5月号 - 2003年3月号[注釈 12]
- 空色のメロディ（水沢めぐみ）：1987年6月号 - 1988年8月号
- こらこらキララ!（樹原ちさと）：1987年6月号 - 1987年10月号
- むじゃきにスキャンダル（きたうら克巳）：1987年7月号 - 1988年1月号
- 狸穴中学バナナ事件（高橋由佳利）：1987年9月号 - 1987年12月号
- どれみふぁドレミ（赤座ひではる）：1987年9月号 - 1992年9月号
- 九太郎がやってきた!（浦川まさる）：1987年10月号 - 1988年9月号
- 風になれ!（矢沢あい）：1987年10月号 - 1988年2月号
- 恋してフローズン（楠桂）：1988年1月号 - 1988年4月号
- じゃんけんぽん!（佐々木潤子）：1988年3月号 - 1989年2月号
- 四重奏ゲーム（吉住渉）：1988年4月号 - 1988年6月号
- バラードまでそばにいて（矢沢あい）：1988年7月号 - 1988年12月号
- スリルはおまかせ（きたうら克巳）：1988年8月号 - 1989年1月号
- たんぽぽたん（ところはつえ）：1988年8月号 - 1995年3月号
- シフォンのささやき（北原菜里子）：1988年9月号 - 1989年1月号
- ロマンチックください（一条ゆかり）：1988年10月号 - 1988年12月号
- ハンサムな彼女（吉住渉）：1988年11月号 - 1992年1月号[6]
- あーみんの好き放題劇場（岡田あーみん）：1988年12月号 - 1989年4月号
- アラビアン花ちゃん（萩岩睦美）：1989年1月号 - 1989年7月号
- つばめ組においでよ!（浦川まさる）：1989年3月号 - 1989年6月号
- チャイム（水沢めぐみ）：1989年4月号 - 1990年5月号[7]
- こいつら100%伝説（岡田あーみん）：1989年5月号 - 1992年9月号
- 桃太郎まいる!（楠桂）：1989年5月号 - 1989年8月号
- ピーターパンの空（椎名あゆみ）：1989年6月号 - 1989年9月号
- 好きでいっぱい（きたうら克巳）：1989年7月号 - 1989年10月号
- 耳をすませば（柊あおい）：1989年8月号 - 1989年11月号
- マリンブルーの風に抱かれて（矢沢あい）：1989年9月号 - 1992年1月号[8]
- キャロットのとき（森本里菜）：1989年10月号 - 1989年12月号
- 三日月カーニバル（春日るりか）：1989年11月号 - 1990年1月号

## 1990年代開始
- マインド・ゲーム（椎名あゆみ）：1990年1月号[9] - 1990年8月号[10]
- 銀色のハーモニー（柊あおい）：1990年2月号[11] - 1992年9月号
- くるみの森（萩岩睦美）：1990年4月号[12] - 1991年5月号[13]（4コマ版連載 1991年10月号[14] - 1992年2月号）
- ××マーチング（大塚由美）：1990年4月号[12] - 1990年6月号[15]
- いちご金時れもん味（浦川まさる）：1990年5月号[16] - 1990年10月号[17]
- 女ともだち（一条ゆかり）：1990年6月号[1] - 1992年1月号[18]
- 姫ちゃんのリボン（水沢めぐみ）：1990年8月号[19] - 1994年1月号
- 君におくるエール（あいざわ遥）：1990年9月号[20] - 1990年11月号[21]
- まゆみ!（田辺真由美）：1990年10月号[22] - 2003年6月号 ←『りぼんオリジナル』
- オリーブのほうれん草（大塚由美）：1990年11月号[23] - 1991年6月号[24]
- きもち満月（谷川史子）：1990年12月号[25] - 1991年2月号
- ヒロインになりたい（池野恋）：1991年1月号[26] - 1991年3月号[27]
- ぶきっちょさんのモノサシ（川野乃梨）：1991年2月号[28] - 1991年4月号
- あくまでラブコメ（楠桂）：1991年4月号[29] - 1991年7月号、1991年11月号[30]、1991年12月号[31]
- ガラス色のBOY（あいざわ遥）：1991年5月号[32] - 1991年12月号[33]
- またたび・ニッポン!（北條知佳）：1991年6月号[34] - 1992年4月号
- 天使なんかじゃない（矢沢あい）：1991年9月号[35] - 1994年11月号
- 無敵のヴィーナス（椎名あゆみ）：1992年1月号[36] - 1993年2月号
- ペッパーズ探偵団（大塚由美）：1992年2月号 - 1992年8月号
- めばえのマーチ（長谷川潤）：1992年2月号 - 1992年4月号
- ママレード・ボーイ（吉住渉）：1992年5月号 - 1995年10月号
- 赤ずきんチャチャ（彩花みん）：1992年7月号[注釈 13] - 2000年8月号
- くじら日和（谷川史子）：1992年9月号 - 1993年1月号
- へそで茶をわかす（茶畑るり）：1992年9月号 - 2000年2月号
- せつないね（小花美穂）：1992年10月号 - 1992年12月号
- 好きこそものの上手なれ（きたうら克巳）：1992年10月号 - 1992年12月号
- ばなな姫お成り!（赤座ひではる）：1992年10月号 - 1995年2月号
- ルナティック雑技団（岡田あーみん）：1993年1月号 - 1994年3月号
- レッツ ファイト!!（長谷川潤）：1993年1月号 - 1993年4月号
- ビビでバビでブゥ!（ラム）：1993年1月号 - 1996年12月号
- ジェニファー（高田エミ）：1993年2月号 - 1993年7月号
- ピースな奴ら（大塚由美）：1993年3月号 - 1994年1月号
- STEP -ステップ-（柊あおい）：1993年4月号 - 1993年7月号
- あなたとスキャンダル（椎名あゆみ）：1993年5月号 - 1995年4月号
- この手をはなさない（小花美穂）：1993年7月号 - 1994年2月号
- ダイヤモンドピンク（北條知佳）：1993年8月号 - 1994年1月号
- スパイシー・ガール（藤井みほな）：1993年8月号 - 1993年10月号
- くまちゃん（片桐澪）：1994年1月号 - 2003年3月号[注釈 12][注釈 14]
- パッション・ガールズ（藤井みほな）：1994年2月号 - 1995年12月号
- とまどいの姫君（高須賀由枝）：1994年2月号 - 1994年4月号
- お砂糖缶づめ（あいざわ遥）：1994年4月号 - 1994年7月号
- おしゃべりな時間割（水沢めぐみ）：1994年6月号 - 1994年12月号
- 乙女ちっく戦争（倉橋えりか）：1994年7月号 - 1994年9月号
- こどものおもちゃ（小花美穂）：1994年8月号 - 1998年11月号
- 今夜もパラダイス（清水ゆーり）：1994年8月号 - 1994年10月号
- パレードしようよ!（高須賀由枝）：1994年9月号 - 1995年3月号
- 悪魔が私にささやいた（藤馬かおり）：1994年10月号 - 1994年12月号
- みぎこ日本一!!（楠桂）：1994年11月号 - 1995年1月号
- ドレッシー・パンク（石本美穂）：1994年11月号 - 1995年1月号
- チェリーズに乾杯!（倉橋えりか）：1994年12月号 - 1995年5月号
- ナースエンジェルりりかSOS（原作：秋元康・作画：池野恋）：1995年1月号 - 1996年6月号
- ご近所物語（矢沢あい）：1995年2月号 - 1997年10月号
- 一緒に歩こう（谷川史子）：1995年2月号 - 1995年4月号
- ないしょのプリンセス（水沢めぐみ）：1995年4月号 - 1996年8月号
- 先生あのね（田村逍遥）：1995年4月号 - 2002年8月号
- HIGH SCORE（津山ちなみ）：1995年4月号 - 連載中
- オレンジ楽園（森本里菜）：1995年5月号 - 1995年7月号
- 片想いコレクション（大塚由美）：1995年5月号 - 1996年1月号
- 内気なPOLICE（藤馬かおり）：1995年6月号 - 1995年11月号
- 上を向いて歩こう!（高須賀由枝）：1995年7月号 - 1996年2月号
- ベイビィ★LOVE（椎名あゆみ）：1995年9月号 - 1999年5月号
- なぞなぞキューちゃん（及川えみり）：1995年11月号 - 2003年3月号[注釈 12]
- ケロケロちゃいむ（藤田まぐろ）：1995年11月号 - 1998年5月号
- 魔女のレッスン（松本夏実）：1995年12月号 - 1996年2月号
- わがままジュリエット（桜井ゆう）：1996年1月号 - 1996年3月号
- 君しかいらない（吉住渉）：1996年2月号 - 1996年11月号
- 君は青空の下にいる（森本里菜）：1996年2月号 - 1996年5月号
- だまっていればの花愛ちゃん（長谷川潤）：1996年3月号 - 1996年6月号
- 龍王魔法陣（藤井みほな）：1996年4月号 - 1997年3月号
- 愛はどうだ!（谷川史子）：1996年6月号 - 1996年10月号
- ロマンティックしよう!（葉月みどり）：1996年6月号 - 1996年8月号
- シンデレラは眠れない（倉橋えりか）：1996年7月号 - 1997年1月号
- タロット♥ラビリンス（松本夏実）：1996年7月号 - 1996年11月号
- 天下一ファミリー!!ヤマダ（亜月亮）：1996年8月号 - 1997年6月号
- めだかの学校（森ゆきえ）：1996年9月号 - 2005年3月号[注釈 12]
- お日様カンパニー（高須賀由枝）：1996年9月号 - 1997年5月号
- ミルクとビタミン（大塚由美）：1996年11月号 - 1997年5月号
- ふたりのマイセルフ（香林ゆうき）：1996年11月号 - 1997年1月号
- おしえて菜花（池野恋）：1996年12月号 - 1998年3月号
- 海から来た天使（長谷川潤）：1997年1月号 - 1997年6月号
- トウ・シューズ（水沢めぐみ）：1997年2月号 - 1998年8月号
- さくら色ハッピー（石本美穂）：1997年4月号 - 1997年6月号
- イ・オ・ン（種村有菜）：1997年6月号 - 1997年11月号
- ミントな僕ら（吉住渉）：1997年6月号 - 2000年2月号
- アリスの星（倉橋えりか）：1997年7月号 - 1997年12月号
- クールにいきましょう（あゆかわ華）：1997年7月号 - 1998年4月号
- グッドモーニング・コール（高須賀由枝）：1997年9月号 - 2002年4月号
- 私がライバル（井上多美子）：1997年10月号 - 1997年12月号
- ドキドキのかけら（渡辺わかな）：1997年11月号 - 1998年1月号
- 爆風シンデレラ戦線（亜月亮）：1997年12月号 - 1998年5月号
- ドロップ・キック（大塚由美）：1998年1月号 - 1998年7月号
- 神風怪盗ジャンヌ（種村有菜）：1998年2月号 - 2000年7月号
- 秘密の花園（藤井みほな）：1998年3月号 - 1998年8月号
- プチプチ注意報（松本夏実）：1998年3月号 - 1998年7月号
- 下弦の月（矢沢あい）：1998年4月号 - 1999年6月号
- 魔法のステージファンシーララ（春日るりか）：1998年5月号 - 1998年11月号
- あぶない・パラダイス（長谷川潤）：1998年7月号 - 1998年12月号
- まるでミラクル（井上多美子）：1998年8月号 - 1998年12月号
- ティンクル☆ティアラ（藤田まぐろ）：1998年9月号 - 1999年4月号
- 恋するテディ・ボーイ（香村陽子）：1998年9月号 - 1998年11月号
- 青春してるかい!（亜月亮）：1998年11月号 - 1999年8月号
- やっぱ愛でしょう!（あゆかわ華）：1998年12月号 - 1999年10月号
- ラブラブ・ショック!（倉橋えりか）：1999年1月号 - 1999年5月号）
- GALS!（藤井みほな）：1999年2月号 - 2002年5月号
- あっぷるパイン（大塚由美）：1999年2月号 - 1999年6月号
- マーブル・キッズ（瀬戸優菜）：1999年5月号 - 1999年9月号
- ベリィ×ベリィ（長谷川潤）：1999年7月号 - 1999年12月号
- パートナー（小花美穂）：1999年9月号 - 2000年10月号
- 杏ちゃんのめくるめく日々（芳原のぞみ）：1999年9月号 - 2000年1月号
- ねりんぐプロジェクト（藤田まぐろ）：1999年10月号 - 2000年1月号
- 世紀末のエンジェル（倉橋えりか）：1999年12月号 - 2001年7月号

## 2000年代開始

### 前半
- Wピンチ!!（亜月亮）：2000年1月号 - 2001年5月号
- ペンギン☆ブラザーズ（椎名あゆみ）：2000年2月号 - 2001年12月号
- 5-ファイブ!-（芳原のぞみ）：2000年4月号 - 2000年9月号
- ランダム・ウォーク（吉住渉）：2000年7月号 - 2001年9月号
- 時空異邦人KYOKO（種村有菜）：2000年9月号 - 2001年9月号
- 偽りのライオン（朝比奈ゆうや）：2000年11月号 - 2001年3月号
- アニマル横町（前川涼）：2001年1月号 - 連載中
- ガールクレイジー（芳原のぞみ）：2001年2月号 - 2001年6月号
- あたしはバンビ（槙ようこ）：2001年4月号 - 2002年2月号
- 聖♥ドラゴンガール（松本夏実）：2001年6月号 - 2003年3月号 ←『RIBONオリジナル』、「聖♥ドラゴンガールみらくる」に改題して継続
- ボクたちの旅（酒井まゆ）：2001年9月号 - 2001年11月号
- いちごの宝石（水沢めぐみ）：2001年10月号 - 2001年12月号
- MAXラブリー!（倉橋えりか）：2001年12月号 - 2004年1月号
- 満月をさがして（種村有菜）：2002年1月号 - 2004年6月号
- ウルトラマニアック（吉住渉）：2002年2月号 - 2004年1月号
- 愛してるぜベイベ★★（槙ようこ）：2002年4月号 - 2005年1月号
- へなちょこ番長（朝比奈ゆうや）：2002年7月号 - 2002年9月号
- いちごオムレツ♥（半澤香織）：2002年9月号 - 2008年12月号[注釈 12]
- ダイス（椎名あゆみ）：2002年10月号 - 2003年6月号
- ラブわん!（亜月亮）：2003年1月号 - 2004年8月号
- 永田町ストロベリィ（酒井まゆ）：2003年2月号 - 2004年10月号
- ウサハナ（片桐澪）：2003年4月号 - 2004年3月号
- 13日は金曜日?（榎本ちづる）：2003年6月号 - 2004年4月号
- ±ジャンキー（朝比奈ゆうや）：2003年7月号 - 2003年10月号
- 聖♥ドラゴンガールみらくる（松本夏実）：2003年12月号 - 2005年8月号「聖♥ドラゴンガール」の続編
- PARA★ダイス（ミキマキ）：2003年11月号 - 2004年2月号
- サボテンの秘密（春田なな）：2004年2月号 - 2005年6月号
- チョコミミ（園田小波）：2004年4月号 - 2019年8月号[注釈 15]←『RIBONオリジナル』
- ももぶた（福米ともみ）：2004年5月号 - 2009年4月号
- アゲハ100%（武内こずえ）：2004年8月号 - 2006年5月号
- 紳士同盟†（種村有菜）：2004年9月号 - 2008年7月号
- キャンディ・マジック（原田妙子）：2004年10月号 - 2005年3月号
- だって好きなんだもん（吉住渉）：2004年11月号 - 2005年8月号
- 恋するピアノ（松乃美佳）：2004年11月号 - 2005年1月号

### 後半
- ピーターパン♠症候群（酒井まゆ）：2005年2月号 - 2005年10月号
- 空のまんなか（香村陽子）：2005年3月号 - 2005年7月号
- ちょりの毎日★（萩わら子）：2005年3月号 - 2005年10月号
- なでしこハニー（松乃美佳）：2005年4月号 - 2005年9月号
- STARBLACKS（槙ようこ）：2005年4月号 - 2005年12月号
- 保育園へ行こう!（樫の木ちゃん）：2005年8月号 - 2006年7月号 ←『りぼんオリジナル』
- Ya-Ya-yahがやってくる!（北沢薫）：2005年8月号 - 2006年5月号
- ラブ・ベリッシュ!（春田なな）：2005年9月号 - 2007年5月号
- メルめるメ～ル（萩わら子）：2005年12月号 - 2006年4月号
- アリスから魔法（松本夏実）：2006年1月号 - 2006年8月号
- ロッキン★ヘブン（酒井まゆ）：2006年1月号 - 2008年8月号
- たらんたランタ（槙ようこ）：2006年2月号 - 2007年1月号
- ルーズリーフ (漫画)（持田あき）：2006年4月号 - 2006年10月号
- ダンシングベイビーかりん（藤原ゆか）：2006年4月号 - 2006年10月号
- 青空ポップ（小桜池なつみ）：2006年6月号 - 2008年6月号
- 出ましたっ!パワパフガールズZ（プロジェクトPPGZ・込由野しほ）：2006年8月号 - 2007年7月号
- 生物彗星WoO（加々見絵里）：2006年9月号 - 2007年2月号
- ややプリ（真城ひな）：2006年10月号 - 2009年8月号
- C♥C♥C（中島椿）：2006年11月号 - 2007年9月
- キミとここから!（朝吹まり）：2007年1月号 - 2007年3月号
- 山本善次朗と申します（槙ようこ）：2007年2月号 - 2008年3月号
- 株式会社ラブコットン（樫の木ちゃん）：2007年3月号 - 2009年2月号
- 真夜中にKiss（持田あき）：2007年4月号 - 2007年12月号
- CRASH!（藤原ゆか）：2007年5月号[38] - （第1部）、2010年4月号 - 2013年8月号（第2部）[38]
- どう男女!?（萩わら子）：2007年6月号 - 2007年8月号
- おさんぽの時間（水沢めぐみ）：2007年8月号 - 2007年10月号
- チョコレートコスモス（春田なな）：2007年9月号 - 2008年11月号
- なぜなに!? 恋愛調査隊（萩わら子）：2007年11月号 - 2008年4月号
- 月光クロネコ屋（彩原その）：2007年11月号 - 2008年3月号
- コスモ日誌（綾瀬ルナ）：2008年3月号 - 2009年8月号
- 君は坂道の途中で（持田あき）：2008年4月号 - 2009年2月号
- バドガール（朝吹まり）：2008年6月号 - 2008年11月号
- 絶対覚醒天使ミストレス☆フォーチュン（種村有菜）：2008年7月号 - 2008年9月号
- こもれび。（えばんふみ）：2008年8月号 - 2008年12月号
- MOMO 終末庭園へようこそ（酒井まゆ）：2008年9月号 - 2011年5月号
- 絶叫学級（いしかわえみ）：2008年10月号[39] - 2015年3月号[39]
- 夢色パティシエール（松本夏実）：2008年10月号 - 2011年7月号
- フライハイ!（小桜池なつみ）：2008年11月号 - 2009年11月号
- 桜姫華伝（種村有菜）：2009年1月号 - 2013年1月号[40]
- まぼろしニッポン（キリエ）：2009年1月号 - 2009年10月号
- サラすぱ!（カナヘイ）：2009年2月号 - 2011年2月号
- スターダスト★ウインク（春田なな）：2009年2月号 - 2013年2月号[41]
- 勝利の悪魔（槙ようこ）：2009年3月号 - 2010年5月号
- アイからはじまる（雪丸もえ）：2009年7月号 - 2009年9月号
- ハートのダイヤ（新條まゆ）：2009年9月号 - 2010年6月号
- 姫ちゃんのリボン カラフル（原作：水沢めぐみ・漫画：込由野しほ）：2009年10月号 - 2010年12月号
- ひよ恋（雪丸もえ）：2009年12月号 - 2014年12月号

## 2010年代開始

### 前半
- キルミンずぅ（はんざわかおり）：2010年2月号 - 10月号
- ブルーフレンド（えばんふみ）：2010年5月号 - 11月号
- プリティーリズム（原案：タカラトミー / シンソフィア・作画：朝吹まり）：2010年8月号 - 2012年6月号
- ポケメン!（黒崎みのり）：2010年9月号[42] - 2011年1月号[43]
- まりもの花 〜最強武闘派小学生伝説〜（原作：秋元康・漫画：香純裕子）：2010年10月号 - 2014年8月号
- コジコジ（さくらももこ）：2010年11月号、2013年1月号、6月号、2024年12月号[44] - 連載中[注釈 16]
- REC-君が泣いた日-（牧野あおい）：2010年12月号 - 2011年3月号
- ボクは狼。（優木なち）：2011年1月号[43] - 2012年5月号
- つばめのすぅ（鳥海りさこ）：2011年1月号 - 2013年9月号
- 流れ星レンズ（村田真優）：2011年2月号 - 2014年8月号
- HANZO（岡野小夏）：2011年4月号 - 6月号
- ブルーフレンド〜2nd season〜（えばんふみ）：2011年7月号 - 11月号
- セカイの果て（牧野あおい）：2011年8月号 - 2012年12月号[45]
- パーフェクト・ローズ（小桜池なつみ）：2011年8月号 - 2012年7月号
- シュガー＊ソルジャー（酒井まゆ）：2011年9月号 - 2015年7月号
- 女の子って。（カナヘイ）：2011年10月号 - 2016年4月号
- チョコタン!（武内こずえ）：2011年11月号 - 2017年10月号
- ローゼンメイデン dolls talk（原案：PEACH-PIT、漫画：かるき春）： - 2014年5月号[46]
- 表×裏ガール（大詩りえ）：2012年5月号 - 8月号
- 好きなヤツはできた。（木村恭子）：2012年6月号[47] - 8月号[48]
- 魔女とハツコイ。（柚木ウタノ）：2012年8月号[48] - 11月号
- たまたま!きんぎょ荘（岡野小夏）：2012年9月号[49] - 2014年7月号
- ロマンチカクロック（槙ようこ）：2012年9月号[49] - 2015年12月号[50]
- 花めぐり合わせ（持田あき）：2012年10月号[51] - 2013年7月号[52]
- 僕の家においで（優木なち）：2013年1月号[40] - 2015年9月号
- サマーバレンタイン（青井真央）：2013年3月号 - 5月号
- 99回死んだ七瀬くん（彩原その）：2013年4月号[53] - 7月号[52]
- 猫田のことが気になって仕方ない。（大詩りえ）：2013年5月号[54] - 2016年12月号[55]
- つばさとホタル（春田なな）：2013年9月号[56] - 2017年12月号[57]
- プリモ・プリーマ!（柚木ウタノ）：2013年10月号[58] - 2014年11月号
- ありがとう!ピペポペSF（鳥海りさこ）：2013年11月号 - 2014年1月号
- うそつき姫（柚原瑞香）：2014年1月号[59] - 4月号
- ラララ ハレルヤ!（藤原ゆか）：2014年5月号[46] - 2015年2月号
- ギュっとして♡イブ（薬師寺敦子）：2014年8月号[60] - 10月号
- 津山ちなみのまんが道（津山ちなみ）：2014年8月号[60] - 10月号
- なないろ革命（柚原瑞香）：2014年9月号[61] - 2017年9月号[62]
- バディゴ!（黒崎みのり）：2014年10月号[63] - 2018年5月号[64]

### 後半
- めだかの学校 2限目!（森ゆきえ）：2015年1月号[65] - 2017年1月号
- ニャーおっさん（コンドウアキ）：2015年1月号[65] - 隔月連載中
- さかさまクランベリー（かるき春）：2015年1月号[65] - 2015年7月号
- 小さな恋のでっかいメロディ（木村恭子）：2015年1月号[65] - 4月号
- またあした（村田真優）：2015年2月号[66] - 2016年1月号
- えそらごと。（雪丸もえ）：2015年3月号[67] - 2015年5月号 ※短期集中連載[66]
- 粟立つ夜 -絶叫学級 Another story-（いしかわえみ）：2015年4月号[68] - 2015年6月号
- うしろの光子ちゃん（いしかわえみ）：2015年4月号[68] - 2015年7月号[69]
- いろはにれんげ（柚木ウタノ）：2015年5月号[70] - 2015年8月号
- ミライチューン（染谷ゆかり）：2015年6月号[71] - 2015年8月号
- 絶叫学級 転生（いしかわえみ）：2015年7月号[69] - 連載中
- センチメンタルレター（優月うめ）：2015年8月号[72] - 2015年11月号
- 吹彩-SUISAI-（雪丸もえ）：2015年9月号[73] - 2017年3月号
- リトルウィッチアカデミア 月夜の王冠（原案：吉成曜・作画：藤原ゆか）：2015年10月号[74] - 2016年2月号 ※短期集中連載[74]
- キミとだけは恋に堕ちない（酒井まゆ）：2015年11月号[50] - 2017年7月号
- ハツコイに、手錠（瀬川あや）：2016年1月号 - 2016年3月号
- ハニーレモンソーダ（村田真優）：2016年2月号[75] - 連載中
- 先輩、あのね。（原作：榊󠄀あおい・作画：たいら茶織）：2016年2月号[75] - 2016年4月号
- 青い春はななめ前。（優月うめ）：2016年4月号[76] -
- 恋するスカーレット（瀬川あや）：2016年5月号 - 9月号
- ぷりお!（内田岬）：2016年5月号 - 2017年12月号
- 好きにならずにいられない（木村恭子）：2016年6月号[77] - 2017年1月号
- きらめきのライオンボーイ（槙ようこ）：2016年8月号[78] - 2019年8月号[79]
- つむぎと箱庭モンスター（かるき春）：2016年8月号[78] - 12月号
- ゆるっと成仏（カナヘイ）：2016年9月号[80] - 2020年9月号
- 古屋先生は杏ちゃんのモノ（香純裕子）：2016年10月号[81] - 2020年7月号[82]
- アクロトリップ（佐和田米）：2017年3月号 - 2023年1月号[83]、2024年11月号[84] - 2025年1月号[85]（復活連載[84]）
- とにかくずるい蓮水くん（瀬川あや）：2017年4月号[86] - 9月号[62]
- 丹羽くんはただの友達です!（木下ほのか）：2017年5月号 - 9月号[62]
- 恋せよキノコ（青井真央）：2017年5月号 - 2025年8月号[87]
- 双子モデル･りかりこのときめきガールズ・ホビー（池田春香）：2017年6月号 - 2018年4月号
- ラブゾンビ!?（森乃なっぱ）：2017年8月号[88] - 12月号[89]
- お狐様は戯れたい（雪森あゆむ）：2017年8月号[88] - 10月号
- 陽だまりの月（雪丸もえ）：2017年9月号[62] - 2018年4月号
- みみつきのクロ（かるき春）：2017年9月号[62] - 2018年5月号
- 群青リフレクション（酒井まゆ）：2017年11月号[90] - 2019年10月号
- ロックアッププリンス（池田春香）：2018年1月号[57] - 3月号
- シュガーの初恋（佐々木奈緒）：2018年2月号[91] - 2018年4月号
- ラブゾンビ!? 2 〜the Kiss〜（森乃なっぱ）：2018年3月号[89] - 2019年6月号[92]
- 愛ともぐもぐ（優月うめ）：2018年4月号[89] - 2019年6月号[92]
- ぼくらのクロノスタシス（大詩りえ）：2018年4月号[89] - 2018年12月号
- 恋ばっかりの世界でわたしはキミと（柚原瑞香）：2018年5月号[64] - 2019年5月号
- 友シェア☆デイズ（内田岬）：2018年5月号[64] - 2019年4月号[93]
- ヒーローのいない世界（熊乃すず）：2018年6月号[94] - 2018年9月号
- ほわころくらぶ in りぼん[注釈 17]（えちがわのりゆき）：2018年6月号[94] - 連載中
- 6月のラブレター（春田なな）：2018年7月号[95] - 2019年9月号
- さよならミニスカート（牧野あおい）：2018年9月号[96] - 連載中
- ハツコイと太陽（木下ほのか）：2018年9月号[96] - 2021年9月号
- Say the name! SEVENTEEN（協力：プレディスエンターテイメント、作画：柚木ウタノ）：2018年9月号 - 2018年12月号
- たったひとつの君との約束（原作：みずのまい、作画：池田春香）：2018年10月号[97] - 2019年1月号[98]
- ひとりずもう（さくらももこ）：2018年12月号[99] - 2019年12月号[注釈 18][100][101]
- ぼくらはみんな シロとクロの動物お悩み相談係（武内こずえ）：2019年2月号[102] - 2020年10月号
- 吸血鬼と薔薇少女（朝香のりこ）：2019年2月号[102] - 2022年5月号[103]
- きみとゆめみる羊（監修：ホリプロ、漫画：柚木ウタノ）：2019年4月号[93] - 2020年1月号[104]
- 秘密のメテオ（小石りく）：2019年5月号 - 2019年8月号
- 初×婚（黒崎みのり）：2019年6月号[92] - 2025年3月号[105]
- 旅立ちのエノ（原作：文川よし乃、作画：たしろみや）：2019年10月号 - 2019年11月号
- 神様になれる日まで（熊乃すず）：2019年11月号[106] - 2020年7月号[82]
- ふたりのポラリス（柚原瑞香）：2019年12月号[107] - 2021年7月号[108]
- 稲神村のRICEさん（梨乃あり）：2019年12月号[107] - 2021年5月号

## 2020年代開始

### 前半
- 先輩の透明な感触（姫川恵梨）：2020年2月号 - 2020年6月号
- キスで起こして。（春田なな）：2020年5月号[109] - 2022年7月号[110]、2023年6月号[111] - 2024年7月号[112]
- つぼみコンプレックス（星屋ハイコ）：2020年6月号[113] - 2020年10月号
- ハロー、イノセント（酒井まゆ）：2020年7月号[82] - 2023年9月号
- ミオの名のもとに（原作：文川よし乃、作画：たしろみや）：2021年1月号[114] - 2022年12月号→『りぼんスペシャル』に異動[注釈 19]。
- ラウールと恋してみない?（虹沢羽見）：2021年1月号 - 2021年9月号
- 春にキス（七川花鈴）：2021年2月号 - 2021年5月号
- ティータイムに魔法をかけて（乙女坂心）：2021年3月号[115] - 2021年8月号
- 君視彩の恋（大詩りえ）：2021年4月号[116] - 2022年6月号
- ゆわと秘密の鏡（原作：保木本佳子、作画：虹沢羽見）：2021年4月号 - 2021年5月号
- 骨の髄まで愛してね（小林ユキ）：2021年5月号[117] - 2022年8月号
- おうちにかえろう（香純裕子）：2021年6月号 - 2022年9月号[118]
- まんがみたいな恋がしたい♪（池田春香）：2021年6月号 - 2022年10月号
- 無敵のプリズム（密なつめ）：2021年7月号[108] - 2021年11月号
- 放課後は君の彼女（佐々木奈緒）：2021年8月号[119] - 2022年7月号
- 春雨と恋もよう（行村コウ）：2021年11月号[120] - 2022年10月号
- あおたん!-青矢先輩と私の探偵部活動-（原作：喜多喜久、作画：かるき春）：2021年12月号 - 2022年3月号
- るるてる ルル魔法学校においでよ（こきち）：2022年1月号 - 2022年12月号
- レオと三日月（木下ほのか）：2022年2月号 - 2024年8月号[121]
- 花火は醒めない夢をみる（中島みるく）：2022年6月号[122] - 2024年4月号
- 3分後に○○する話（武内こずえ）：2022年6月号[122] - 2024年6月号[123]
- 恋するミニマムムーン（小石りく）：2022年7月号[124] - 2023年7月号
- 推しと青春しちゃっていーですか!?（神田ちな）：2022年9月号[118] - 2023年1月号[83]
- ほっとけないよ九条くん（みかづき唯）：2022年9月号[118] - 2025年8月号[125]
- 青に落雷（虹沢羽見）：2022年10月号[126] - 連載中
- 推しぴ症候群（小林ユキ）：2023年1月号[83] - 2024年3月号
- 絶世の悪女は魔王子さまに寵愛される（原作：*あいら*、作画：朝香のりこ）：2023年3月号 - 連載中
- 腐っても、初恋。（梨乃あり）：2023年4月号[127] - 2025年1月号[128]
- 映える恋とか知りません（柚木ウタノ）：2023年7月号[129] - 2025年7月号[130]
- キャンジャニ∞〜わたしたち、最高で最強のヒロイン♡〜（星屋ハイコ、協力：ジャニーズ事務所）：2023年11月号[131] - 2024年3月号[132]
- さめざめ！ジンベエザメ☆りばいぶ（花城けい）：2023年11月号[131] - 2024年11月号[133]
- no words.（maki）：2023年12月号[134] - 連載中 ※本誌初のイラスト連載[134]
- 僕のこと推してよ（瀬川あや）：2024年1月号[135] - 連載中
- となりはふつうのニジカ（ちゃん）（柚原瑞香）：2024年3月号[132] - 連載中
- まじめにふまじめ（原作：文川よし乃、作画：たしろみや）：2024年4月号[136] - 2024年11月号[133]
- いれいすハウスへようこそ！〜個性バラバラな歌い手が一緒に住むことになった件〜（監修：VOISING、漫画：こきち）：2024年5月号[137] - 2025年3月号[138]
- 拾った戌井くんと恋をする（行村コウ）：2024年6月号[139] - 連載中
- えんじぇるめいと（こきち）：2024年8月号[140] - 連載中
- 十字架にくちづけ（かるき春）：2024年11月号[141] - 連載中

### 後半
- 愛しのキテレツ（優月うめ）：2025年3月号[105] - 連載中
- 『ユイカ』の楽曲のコミカライズ（原案：『ユイカ』、漫画：虹沢羽見、協力：ユニバーサル ミュージック合同会社）：2025年3月号[105] - 2025年6月号[142]
- はじめてのおにいちゃん（香純裕子）：2025年4月号[143] - 連載中
- お兄ちゃんは究極アイドル（進月かほ）：2025年5月号[144] - 連載中
- 都市伝説解体センター Parallel File（原作：『都市伝説解体センター』（墓場文庫）、漫画：いしかわえみ、協力：集英社ゲームズ）：2025年5月号[145] - 連載中
- とある姉妹と有象無象（桃瀬らも）：2025年6月号[146] - 連載中
- 曖昧ブルー・ビースト（酒井まゆ）：2025年7月号[147] - 連載中
- 霧島くんは普通じゃない（原作：麻井深雪（『霧島くんは普通じゃない』集英社みらい文庫）、漫画：森乃なっぱ）：2025年8月号[148] - 連載中
- 翔けて春風（木下ほのか）：2025年9月号[149] - 連載中
- 君が愛を知りますように（佐々木奈緒）：2025年9月号[149] - 連載中
- マジカルクラフト（漫画：熊乃すず、原作：Nintendo Switchゲーム『マジカルクラフト 猫と魔法のドレス』、協力：イマジニア株式会社）：2025年9月号[149] - 連載中